# Franz Ferdinand Nentwig

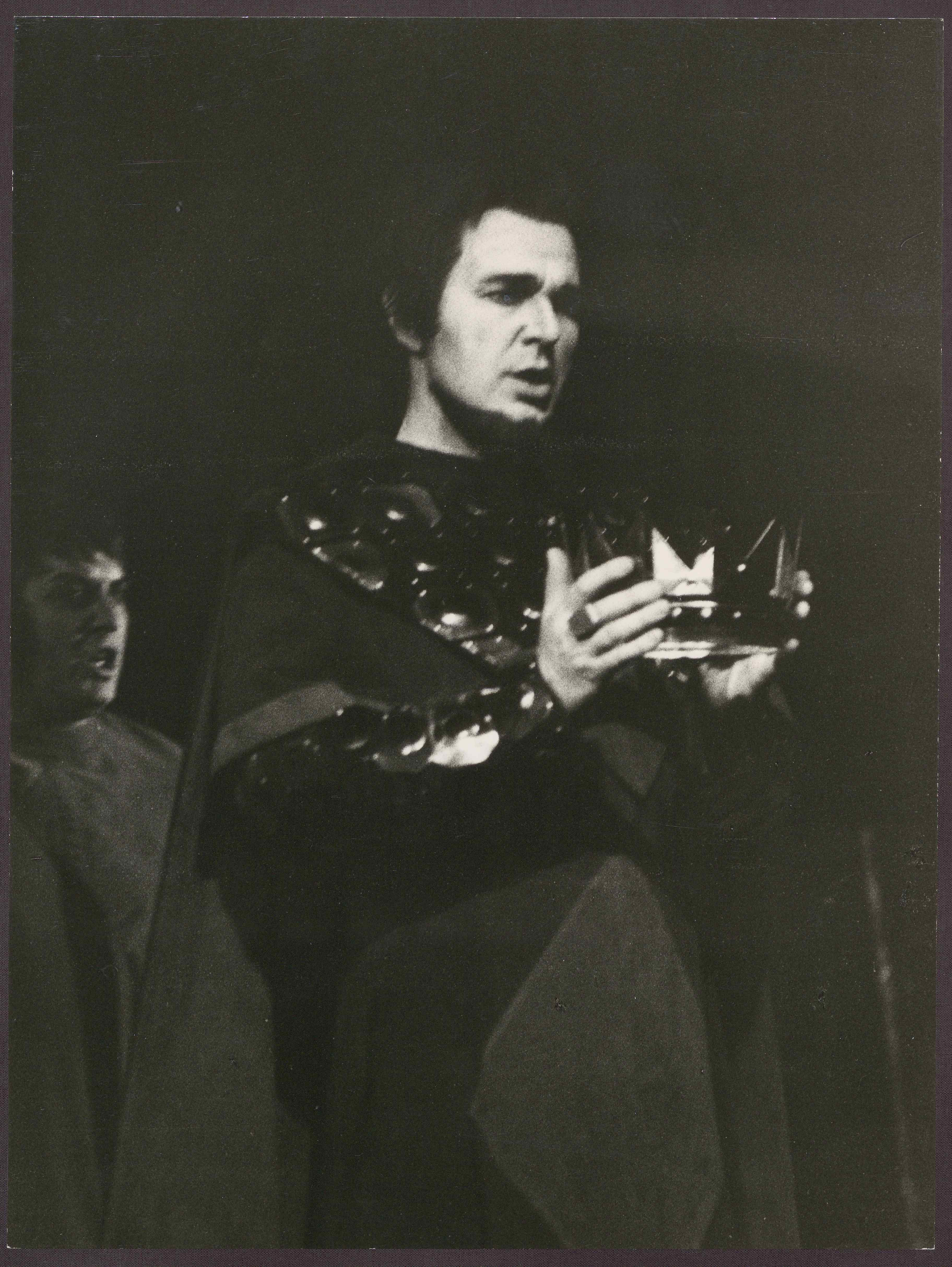
Franz Ferdinand Nentwig in Verdis Oper Nabucco am Badischen Staatstheater Karlsruhe (1972/73)

Franz Ferdinand Nentwig (* 23. August 1923 in Duisburg; † 14. Juli 2015 in Lissabon) war ein deutscher Opernsänger in der Stimmlage Bassbariton und war vor allem im Wagner-Fach erfolgreich. Vor seiner Opernkarriere war er als Regieassistent und Bildhauer tätig.
Seine Ausbildung zum Sänger erfolgte an den Musikhochschulen Detmold, Essen und Hamburg. 1962 debütierte er in Bielefeld in seiner Rolle als Ottokar im Freischütz. Danach wechselte er nach Freiburg (1963) und Ulm (1969). An der Staatsoper in Hannover hatte er von 1973 bis 76 ein festes Engagement, bis 1983 trat er dort regelmäßig als Gast auf. 1977 wurde er Mitglied des Ensembles der Hamburger Staatsoper, mit der er u. a. auch eine Japan-Tournee unternahm (1984). Weitere Gastspiele führten ihn nach Venedig (1983), Barcelona (1986), Salzburg (1987/88), Turin (1987), San Francisco (1987), Brüssel (1988), Warschau (1989) und Rotterdam (1989). Darüber hinaus war er als Gast u. a. an der Wiener Staatsoper, Opera de Paris, Opera-Comique in Paris, Oper von Monte Carlo, Brüssel und die Metropolitan Opera in New York, an der er u. a. an der Seite von Placido Domingo sang. Insgesamt sang er von 1980 bis 1988 an der Met.
Verheiratet war Nentwig mit der Sängerin Elena Dumitrescu-Nentwig.